# Trave di coda

Uno schema, raffigurante un Lockheed P-38 Lightning, in cui sono evidenziate in rosso le due travi di coda.

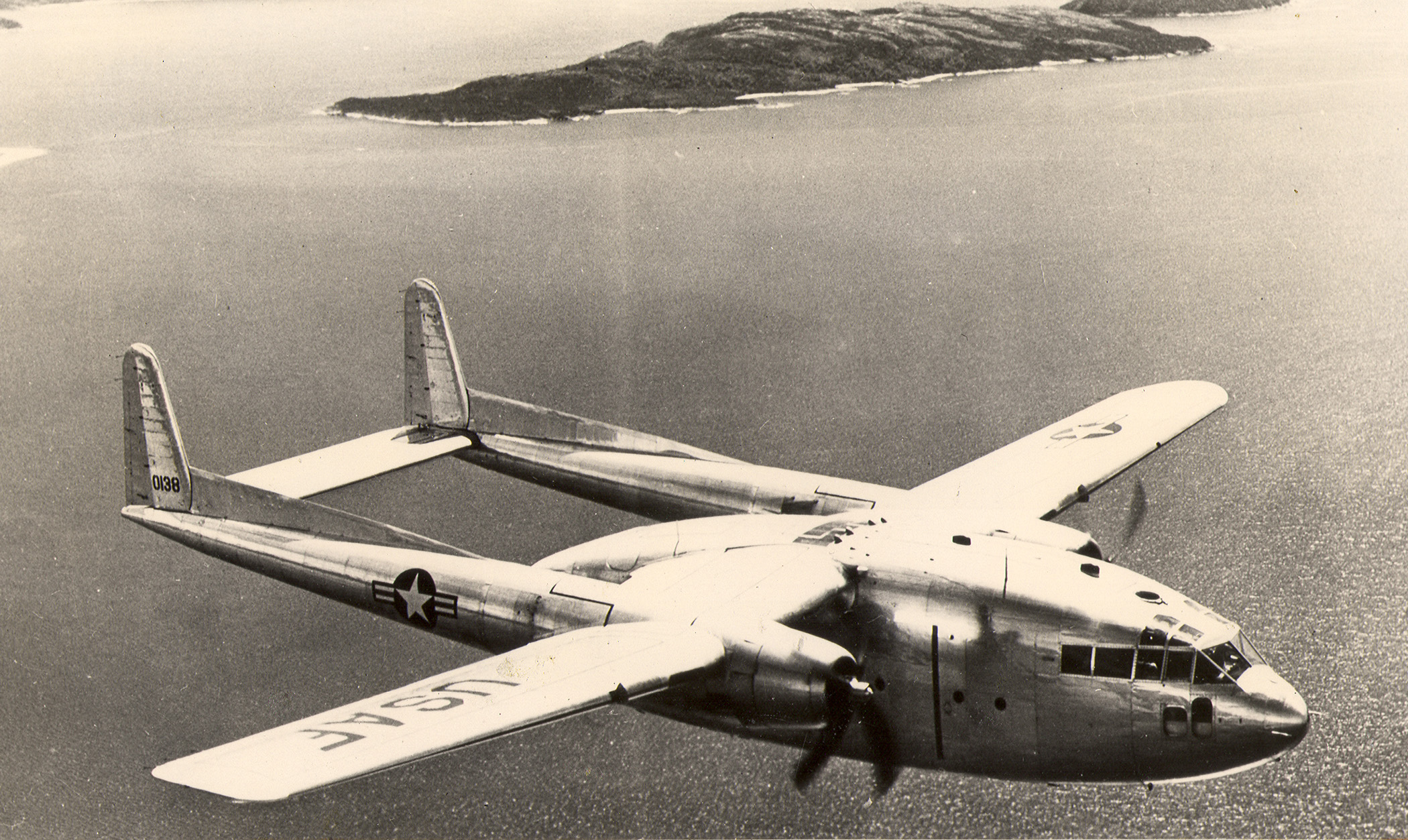
Nella progettazione del cargo Fairchild C-119 Flying Boxcar, la soluzione con doppia trave di coda venne adottata per massimizzare la capacità della fusoliera.

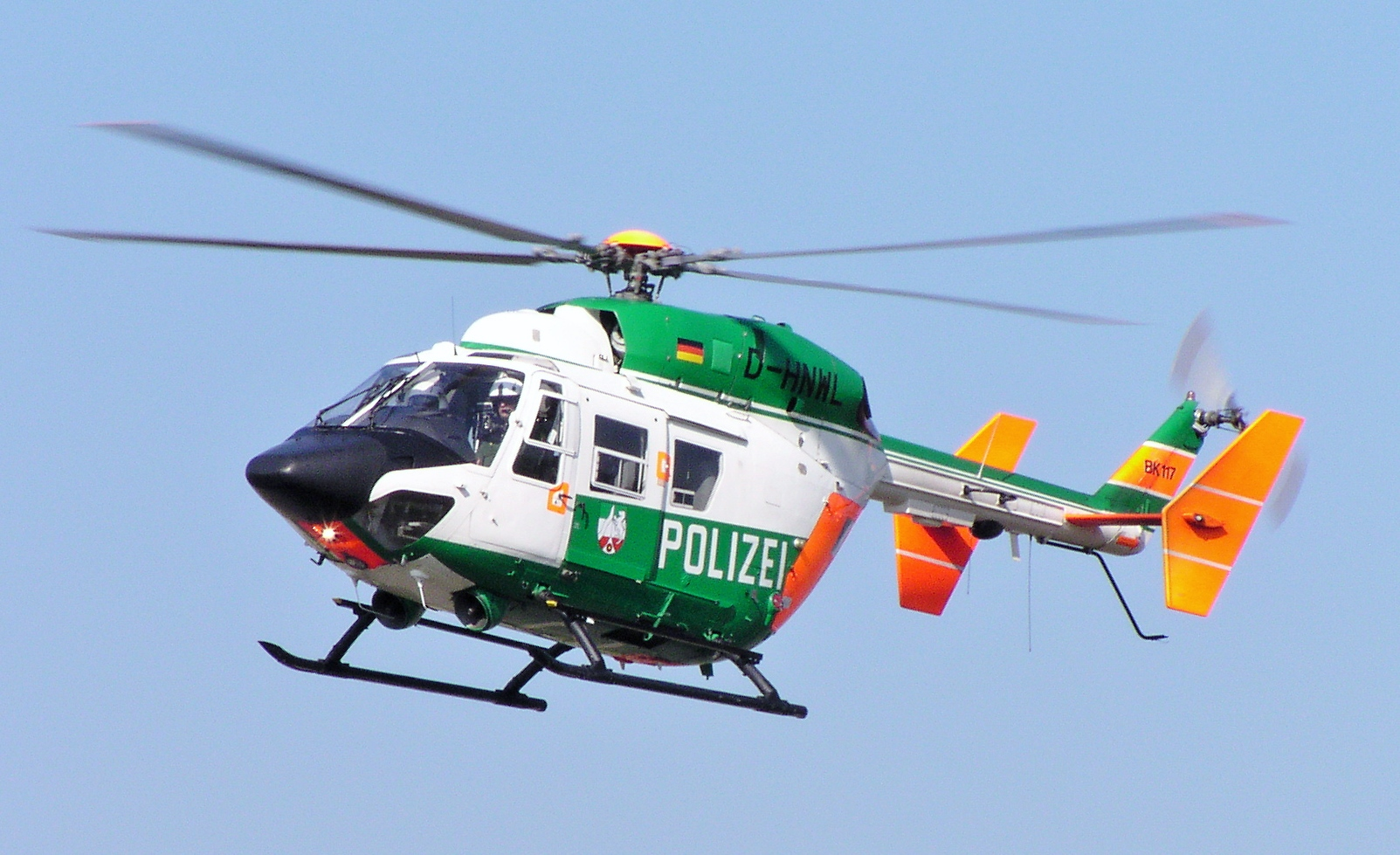
L'elicottero MBB/Kawasaki BK 117 presenta una trave di coda.

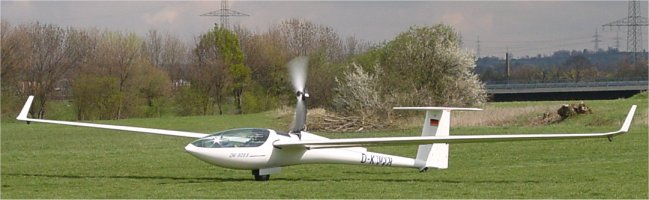
L'aliante DG Flugzeugbau DG-800 presenta una trave di coda.

In ingegneria aeronautica, si indica con l'espressione trave di coda l'elemento costruttivo, in forma di trave, che collega la parte anteriore di un aeroplano (sia essa la carlinga o l'ala) e l'impennaggio. Una trave di coda svolge la stessa funzione di collegamento tra la parte anteriore dell'aereo e la posteriore, ove è normalmente collocato l'impennaggio, di una comune fusoliera; tuttavia rispetto a quest'ultima una trave di coda si distingue per il fatto di essere più sottile, e di non poter quindi, diversamente da una fusoliera, alloggiare carichi degni di nota; inoltre la trave di coda è spesso raddoppiata, dando luogo alla soluzione detta doppia trave di coda.
La trave di coda è diffusa anche sugli elicotteri, per unire la cabina alla zona dove è comunemente installato il rotore di coda, e sugli alianti, dove rispetto a una tradizionale fusoliera ha il vantaggio di una maggiore leggerezza e di un'inferiore superficie atta a generare resistenza aerodinamica.
Varie ragioni possono rendere preferibile una soluzione costruttiva basata su una o più travi di coda. Nell'epoca pionieristica dell'aviazione, prima che si affermasse l'uso moderno della fusoliera, travi di coda potevano essere utilizzate per collegare l'ala (in testa all'aereo) e gli impennaggi (in coda) minimizzando i pesi; tale fu il caso, per esempio, con il Caproni Ca.3 e i modelli successivi realizzati da Gianni Caproni fino al Ca.6. In epoche più recenti, una doppia trave di coda venne impiegata, per esempio sul Lockheed P-38 Lightning, per alloggiare i voluminosi turbocompressori che i motori richiedevano onde non perdere potenza in quota. Nel caso di aerei da trasporto come il Fairchild C-119 Flying Boxcar o lo Hawker Siddeley Argosy, invece, la doppia trave di coda venne adottata per massimizzare la capacità di carico della fusoliera e per migliorare la sua accessibilità.

### Annotazioni
1. ↑  La soluzione costruttiva basata su una vera e propria doppia fusoliera è a sua volta riscontrabile, benché sia più rara; è stata applicata in modelli come lo Heinkel He 111 Z o il North American P-82 Twin Mustang.

### Fonti
1. 1 2   tràve, su Sapere.it. URL consultato il 27 agosto 2016.
2. 1 2   G. Dicorato, G. Bignozzi, B. Catalanotto, C. Falessi, Storia dell'Aviazione, Milano, Fratelli Fabbri Editori, 1973,  pp. 128-129 Dizionarietto dei termini aeronautici, ISBN non esistente.
3. ↑   Rosario Abate, Gregory Alegi e Giorgio Apostolo, Aeroplani Caproni – Gianni Caproni ideatore e costruttore di ali italiane, Museo Caproni, 1992,  pp. 14-15, ISBN non esistente.
4. ↑  Dicorato, p. 617 Profili.